# Super Mario RPG: Legend of the Seven Stars
Super Mario RPG: Legend of the Seven Stars (jap. スーパーマリオRPG, Sūpā Mario RPG) erschien 1996 auf dem Super Nintendo Entertainment System (SNES), einer Spielkonsole der Firma Nintendo. Es ist das erste Mario-Spiel im Rollenspiel-Genre. Es wurde von der Firma Square entwickelt und von dem Konsolen- und Spielehersteller Nintendo vertrieben. Super Mario RPG erschien damals ausschließlich in Japan und Nordamerika. Erst im Jahr 2008 erschien es auch in Europa auf der Virtual Console als kostenpflichtiger Download für die Wii-Konsole.
Das Spiel handelt von Mario und seinen Gefährten, die danach streben Smithy zu stoppen, der sieben Sternenteile von der Sternenstraße gestohlen hat. Diese wollen die Gefährten zurückholen, um die Sternenstraße wiederherzustellen. Im Laufe der Handlung sind fünf Charaktere spielbar.
Super Mario RPG: Legend of the Seven Stars entstand unter der Leitung von Yoshihiko Maekawa und Chihiro Fujioka sowie Shigeru Miyamoto, der als Produzent fungierte. Der Soundtrack wurde von Yōko Shimomura komponiert.
Das Spiel gilt als Vorbild für weitere Mario-Rollenspiele und als Grundstein der Serien Paper Mario und Mario & Luigi. Das Spiel Paper Mario, das das erste Mario-Rollenspiel nach diesem war, wurde anfänglich noch unter dem Namen Super Mario RPG 2 angekündigt, wurde aber noch vor der Veröffentlichung umbenannt.
Im November 2023 erschien ein Remake des Spiels mit dem vereinfachten Namen Super Mario RPG, das neben grafischer und akustischer Überarbeitung auch leichte Neuerungen am Gameplay vornahm.

## Handlung
Zu Beginn der Handlung entführt Bowser die Prinzessin Peach. Mario eilt den beiden nach in Bowsers Schloss und stellt sich dort Bowser zum Kampf. Mario besiegt Bowser und will die Prinzessin gerade befreien, als ein riesiges Schwert die Wolkendecke durchbricht und Bowsers Schloss erschüttert. Mario wird so aus dem Schloss geschleudert und landet schließlich in einem Haus.
Er macht sich wieder auf den Weg zum Schloss. Dort angekommen spricht das Schwert zu ihm und erklärt, dass das Schloss jetzt der Smithy-Gang gehöre. Daraufhin wird die Brücke zum Schloss zerstört und Mario geht zum Kanzler des Pilzreichs (Mushroom Kingdom), um diesem von den Vorkommnissen zu unterrichten. Der Kanzler trägt Mario auf, die Prinzessin zu befreien und den Zweck des Erscheinens des Schwertes herauszufinden.
Nach der Unterredung mit dem Kanzler trifft Mario auf ein Wesen namens Mallow. Mallow sieht nicht aus wie ein Frosch, behauptet aber, dass er ein Frosch sei. Kurze Zeit später wird die Stadt von einigen Mitgliedern der Smithy-Gang überrannt. Gemeinsam mit seinem neuen Gefährten Mallow befreit Mario die Stadt. Als er gegen den Anführer der Angreifer kämpft, hinterlässt dieser nach seiner Niederlage ein Sternenteil. Unwissend, um was es sich dabei handelt, beschließen die beiden Gefährten, zu Mallows Opa ins Froschreich zu gehen. Dort angekommen erzählt Mallows Opa, dass sich Bowser und Peach gar nicht mehr im Schloss aufhalten. Außerdem teilt er Mallow mit, dass er gar kein Frosch sei. Er solle Mario weiterhin begleiten, um seine wahren Eltern zu finden.
In Rosendorf begegnen die beiden einer Puppe namens Geno, die durch einen Sternengeist zum Leben erweckt wird. Nachdem sie Bowyer, der mit Pfeilen das Dorf angreift, besiegt haben, schließt sich Geno der Gruppe an. Er erzählt, dass der zuvor gefundene Stern Teil der Sternenstraße sei, von der er abstammt. Er wurde beauftragt, die Sternenstraße zu reparieren, indem er die sieben Sternenteile von der Smithy-Gang zurückholt. Zu dritt machen sich jetzt die Helden auf den Weg zu Boosters Turm.
Dort treffen sie auf Bowser, der gerade dabei ist, seine Truppen wieder um sich zu sammeln. Trotz der alten Feindschaft zwischen Mario und Bowser schließen sie sich zusammen, um gemeinsam die Smithy-Gang zu besiegen und Bowsers Schloss wieder zurückzuerobern. Gemeinsam schaffen sie es dann auch, die Prinzessin zu befreien, kurz bevor sie mit Booster verheiratet wird. Nach ihrer Befreiung schließt sich auch die Prinzessin kurze Zeit später der Gruppe als fünftes Mitglied an. Gemeinsam machen sie sich auf, die restlichen Sternenteile zurückzuholen.
Nachdem sie sechs der Teile erobert haben, erfahren sie, dass das letzte Teil von Smithy in Bowsers Schloss bewacht wird. Dort angekommen, entdecken sie, dass das Schwert ein Portal zu einer Fabrik ist, in der Smithy seine Armee produziert. Schließlich können sie Smithy besiegen und das letzte Sternenteil erlangen, womit die Sternenstraße repariert wird.

## Spielprinzip
Der Spieler übernimmt die Rolle der Spielfigur Mario und bewegt diese durch die Spielwelt. Die anderen Figuren (Mallow, Geno, Bowser, Prinzessin Peach) reihen sich hinter Mario ein und sind meist nicht zu sehen. In den Kämpfen hingegen, die ein wichtiges Element des Spiels ausmachen, kontrolliert der Spiele alle Kampfgefährten einzeln.
Kämpfe sind rundenbasiert und starten nach Kontakt der Spielfigur Mario mit einem Gegner. Für die Kämpfe wechselt der Bildschirm in eine Art Arena, in der sich die Gefährten und die Gegner gegenüberstehen. Nach den Kämpfen erhält die Gruppe manches Mal Münzen und immer auch Erfahrungspunkte. Mit den Erfahrungspunkten können die Figuren höhere Level erreichen. Mit dem Erreichen eines neuen Erfahrungslevels entscheidet der Spieler, ob die Figur mehr Punkte in der Stärke (Angriff und Defensive im Kampf) oder in der Lebensenergie oder aber im Bereich der Spezialaktionen erhält.

### Kämpfe
In den Kämpfen, bei denen maximal drei der Gefährten teilnehmen, sind diese und die Gegner in einer bestimmten Reihenfolge dran. Wenn einer der Gefährten an der Reihe ist, kann der Spieler die gewünschte Aktion auswählen. Zur Verfügung stehen dazu verschiedene Angriffe, Einsatz eines Items, Spezialaktionen, verteidigen und weglaufen. Das Timing spielt in den Kämpfen eine große Rolle. Durch das richtige Timing beim Drücken von bestimmten Tasten kann der Angriff, der durch Mario oder seinen Gefährten erfolgt, verstärkt werden.
Jeder Charakter besitzt im Kampf eine bestimmte Anzahl an Lebenspunkten, im Spiel als HP bezeichnet (englisch: HP = Health Points). Sinken die HP einer Figur auf null, so ist diese kampfunfähig und kann nicht mehr am Kampfgeschehen teilnehmen, bis dieses vorbei ist oder der Charakter geheilt wird. Für Spezialaktionen stehen BP (ausgeschrieben Blütenpunkte) zur Verfügung, von denen je nach Art der Aktion unterschiedlich viele verbraucht werden. Sinkt die Anzahl der verfügbaren Punkte auf null, so können keine Spezialaktionen mehr durchgeführt werden.

### Steuerung
Der Spieler betrachtet das Geschehen aus der isometrischen Perspektive. Diese hat einen festen Blickwinkel auf die Figur und bewegt sich parallel zur Figur. Mario kann in acht Richtungen bewegt werden. Bedingt durch die Perspektive kann in die Richtungen Nordwesten, -osten, Südwesten oder -osten gesteuert werden. Neben der Richtungssteuerung kann der Spieler Mario auch mit Druck auf eine bestimmte Taste springen lassen. Mithilfe einer anderen Taste kann das Menü aufgerufen werden, in dem die Gefährten verwaltet werden können.
In den Kämpfen kommen die vier Tasten A, B, X und Y zum Einsatz. Auf jeweils eine Taste ist eine der ausführbaren Aktionen, wie zum Beispiel Angriff, gelegt.

## Technik
Das Spiel befindet sich auf einem SNES-Spielmodul mit einer Speicherkapazität von 4 Megabyte und hat den SA1-Chip integriert. Dieser ermöglicht höhere Taktfrequenzen.
Zur Sicherung des Fortschritts stehen dem Spieler 4 Speicherplätze zur Verfügung. Dieser kann nur an vorgegebenen Punkten im Spiel gesichert werden.
Das Spiel wird in der isometrischen Perspektive dargestellt. Auch als 3/4-Perspektive bezeichnet, zeigt es jede Umgebung in einem bestimmten Winkel und gibt dem Spieler die Fähigkeit die Figur in jede der 8 Richtungen sich zu bewegen.
Die Version für die Virtual Console auf der Wii-Spielkonsole ist nur als Download im Nintendo eShop erhältlich und wird auf der Festplatte der Wii gespeichert.

## Musik

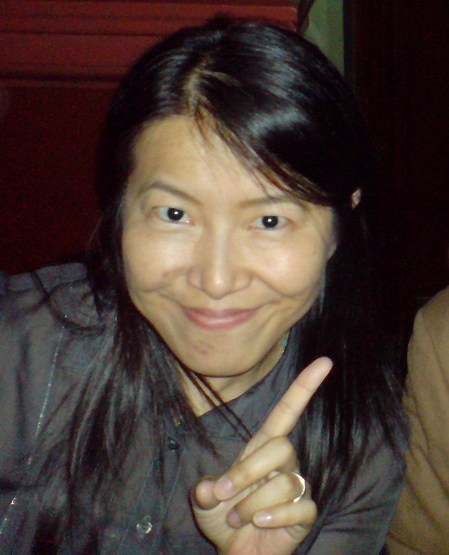
Yōko Shimomura

Die Spielmusik wurde hauptsächlich von Yōko Shimomura komponiert. Einige Stücke wurden von ihr neu interpretiert, darunter Stücke von Kōji Kondō aus Super Mario Bros. sowie drei Stücke von Nobuo Uematsu von der Final-Fantasy-Reihe. Die Stimmung der Musikstücke reicht von hell bis dunkel.
Die Musik wurde 1996 in Japan von NTT Publishing unter dem Namen Super Mario RPG Original Sound Version veröffentlicht.

## Entwicklung
Super Mario RPG war nach Aussagen der Entwickler das erste Spiel, das ein Action-Kommando-Kampfsystem einführte. Die Idee dahinter rührte von einem Kinderspielzeug, das zu der Zeit in Japan zu kaufen war. Dabei mussten zum Rhythmus der Musik bestimmte Tasten gedrückt werden. Dass das Spiel ein reines Rollenspiel geworden wäre, hätte sich laut Yoshihiko Maekawa nicht sehr wie Mario angefühlt. Daher wurde das Action-Kommando-Kampfsystem integriert, das das Spiel mehr nach einem typischen traditionellen Mario-Action-Gameplay anfühlen ließ, allerdings gepaart mit einem Rollenspiel-Gameplay. Ein anderer Aspekt war, dass man Attacken auch teilweise abwehren konnte.

## Rezeption

### Kritik
Die Website IGN blickt anlässlich der Neuveröffentlichung auf der Wii als Virtual-Console-Titel auch auf den originalen SNES-Titel zurück. Der Autor Lucas M. Thomas bezeichnete das Spiel als eines der am meisten bejubelte Spiel, das den Namen Mario trägt. Trotz der Skepsis vieler Fans, dass das Spiel als Rollenspiel funktionieren würde, schaffte Mario den Sprung in das neue Genre in exzellenter Form.
Der Kern des Gameplays basiere auf den Plattform-Ursprüngen, indem Mario durch Gebiete rennt und in der Gegend herumspringt. Ein Schlüssel-Unterschied ist, dass das Spiel in einer anderen Perspektive präsentiert wird als andere Mario-Titel – die isometrische Perspektive. Diese zeigt jede Umgebung in einem bestimmten Winkel und gibt Mario die Fähigkeit sich in jede der acht Richtungen zu bewegen. Dies sei ein deutlicher Unterschied zum sonst von links nach rechts ablaufenden Scrolling anderer Mario-Spiele.
Die Ansicht könne zwar ein wenig verwirrend sein, da es manchmal schwierig ist die Tiefe mancher Objekte im Raum abzuschätzen. Aber das sei keine Beanstandung, da es nicht nerviger sei, als in anderen isometrischen Spielen. Allerdings renne der Spieler wahrscheinlich direkt in einen Gegner hinhein.

“Super Mario RPG’s experience completes itself with a compelling story, a humorous attitude and a variety of interspersed mini-games that break up the adventuring action, like riding rolling barrels down a river and steering a runaway mine cart through a Mode 7 racing sequence. The dialogue will make you smile and even laugh out loud on occasion, if you’re in the mood for silly mustache jokes and animation tricks.”

„Super Mario RPG vervollständigt seine Erfahrungen selbst mit einer fesselnden Geschichte, einer humorvollen Einstellung und einer Vielfalt von eingestreuten Minispielen, die die abenteuerliche Action unterbrechen, wie zum Beispiel die einen Fluss hinabrollenden Fässer, das Lenken eines außer Kontrolle geratenen Minenkarts durch Mode-7-Rennsequenzen. Der Dialog wird dich zum Lächeln und selbst gelegentlich zum laut Loslachen bringen, wenn du in der Stimmung bist für dumme Schnauzbart-Witze und Animationstricks.“

Als Fazit wird die Grafik als großartig („great“), der Sound als spektakulär und als ein Genuss zum Zuhören beschrieben. „Die Präsentation ist unglaublich. Die Fans waren misstrauisch, als es zuerst angekündigt wurde, aber Marios Welt wurde wunderbar in eine Rollenspielform übersetzt. Großartige Geschichte, großartige Charaktere, großartiges Spiel.“ („Presentation Incredible. Fans were wary when it was first announced, but Mario's world translated beautifully into role-playing form. Great story, great characters, great game.“) Das Gameplay wurde mit seiner neuen Perspektive gepaart mit dem innovativen, Timing-basierten Kampfsystem als exzellente Kombination beschrieben. Abschließend wurde der Wiederspielwert als sehr hoch eingestuft.

### Wertungen
1Up.com vergab dem SNES-Spiel ein A-Rating, was der besten Bewertung entspricht. Auch Allgame vergab dem Spiel auf dem SNES die Höchstwertung mit 5 von 5 möglichen Punkten.
Die Zeitschrift Electronic Gaming Monthly vergab der Wii-Version 9 von 10 möglichen Punkten. Die Website IGN bewertete die Wii-Version mit 9,5 von 10 möglichen Punkten. Die Zeitschrift M! Games vergab die schlechteste Wii-Wertung mit 8 von 10 Punkten.
Das Spiel belegt in der Rangliste auf der Website GameRanking, einer Online-Datenbank für Medienbewertungen, den 8. Platz der bestbewerteten Spiele für das SNES.
In der Liste der Top 100 SNES-Spiele von IGN landete das Spiel auf Platz 10.

## Verkaufszahlen
Die Verkaufszahlen belaufen sich laut Schätzungen der Website VGChartz auf dem Super Nintendo Entertainment System auf über 2,14 Millionen Mal auf der Welt. Davon entfallen 1,45 Millionen auf Japan und 0,66 Millionen auf die USA.

## Nachfolger
Super Mario RPG: Legend of the Seven Stars besitzt keinen direkten Nachfolger. Allerdings sind aus dem Spiel zwei Serien entstanden – die Paper-Mario- und die Mario-&-Luigi-Serie, die beide Rollenspielserien mit Charakteren aus dem Super-Mario-Universum sind. Beide verfolgen jeweils eine eigene Richtung beim Konzept, basieren aber auf dem Originalkonzept von Super Mario RPG. So gibt es einen ähnlichen Aufbau bei Spielelementen: Man kämpft mit Gegnern bei Kontakt mit ihnen, die Figuren lassen sich aufleveln sowie auch ihre Fähigkeiten, die Kämpfe laufen rundenbasiert ab und es kommen ähnlich Kampfelemente vor. Es gibt KP in Paper Mario und HP in Mario und Luigi (Lebenspunkte) und BP (PM: Blütenpunkte und M&L Brüderpunkte) werden im Kampf benutzt, die Angriffe erfolgen per Sprung oder Hammer und Aktionen werden durch Timing beeinflusst.
Von Nintendo wurde das Spiel Paper Mario allerdings zuerst als Super Mario RPG 2 angekündigt.

### Remake: Super Mario RPG
Am 21. Juni 2023 hat Nintendo auf der Nintendo Direct ein Remake von Super Mario RPG für die Nintendo Switch angekündigt. Das Remake wurde am 17. November 2023 veröffentlicht.

## Kompatibilitätsprobleme
Durch den eingebauten Spezialchip läuft das Spiel (JP- und US-Version) nur auf einem nicht umgebauten JP-/US-Gerät ohne Schwierigkeiten. Zwar führt die Kombination aus einem ebenfalls nicht umgebauten Euro-SNES und dem alten Universaladapter aus dem Hause Fire manchmal zum Erfolg, allerdings besteht dabei die Gefahr von Abstürzen und dem damit verbundenen Verlust von Spielständen.